# إيوينغ توماس كير
إيوينغ توماس كير (بالإنجليزية: Ewing Thomas Kerr)‏ هو محامي وقاضي أمريكي، ولد في 21 يناير 1900، وتوفي في 1 يوليو 1992.